# Kirchschlagi összecsapás

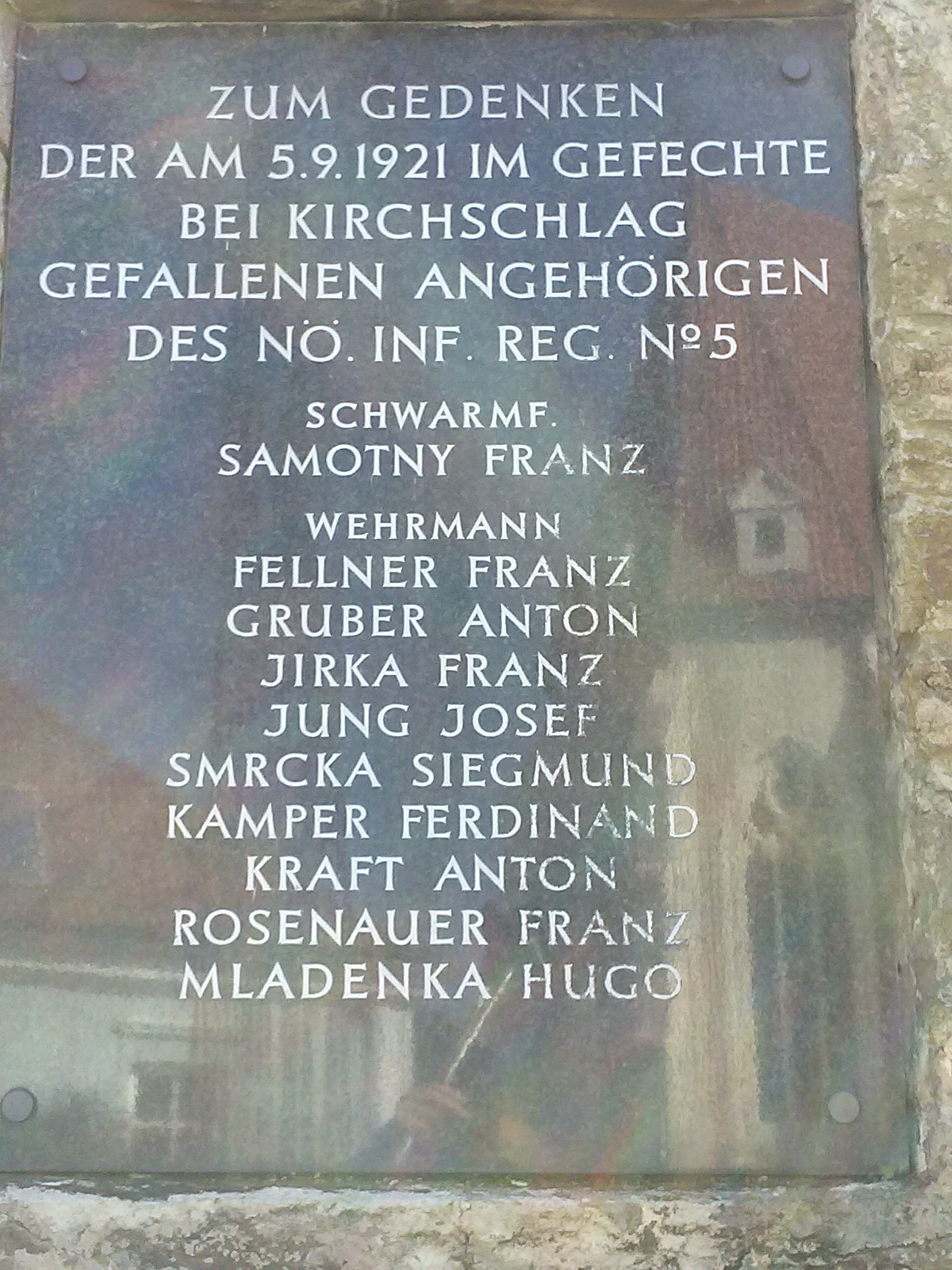
A Pörgölénynél és Kirchschlagnál elesett osztrákok névsora.

A kirchschlagi összecsapás a nyugat-magyarországi felkelés keretein belül zajló pörgölényi összecsapás folytatása 1921. szeptember 5-én, Alsó-Ausztria területén, Kirchschlag mellett, ami az ezeréves magyar határ mentén feküdt. A kirchschlagi az egyetlen olyan nagy összecsapása a felkelésnek, ami nem az akkori magyar oldalon zajlott (nem számítva a fürstenfeldi fegyverrablást). A Rongyos Gárda bár végrehajtott akciókat Ausztriában is és megszállt néhány határmenti osztrák falut, ezek a harcok mégsem voltak nagy intenzitásúak és nem bírtak komolyabb jelentőséggel.
A Gárda Ágfalva után a legjelentősebb győzelmét aratta Kirchschlagnál, amit már jelentős mértékben előkészített az előző nap Pörgölénynél kirobbant összecsapás. A sikernek a lélektani a hatása volt a legfontosabb, mivel a mai Burgenland területét megszállni szándékozó osztrák csendőrséget saját területén is megverték.
A korabeli propagandában az állt, hogy Kirchschlagot egy 2500 fős magyar katonai alakulat támadta meg, amely egy Alsó-Ausztria elleni invázió részét képezte, mindez viszont óriási túlzás. A hírt még az Egyesült Államokban is közölték, azonban a Magyarországon tartózkodó Carlo Antonio Ferrario olasz tábornok is határozottan cáfolta, s kijelentette, hogy a települést csak civil ruhás szabadcsapatok támadták meg és nem reguláris katonai egységek.
Az osztrák propaganda állításnak az oka a pörgölényi és kirchschlagi kudarc leplezése, ami az osztrák rendvédelmi erők presztízsveszteségét okozta, mivel a csendőrség az osztrák oldalon fekvő településeket sem tudta megvédeni a Rongyos Gárdától.

## Előzmények
A Pörgölény elleni támadást Városszalónakon szervezték meg, a hadműveleteket végrehajtó felkelőcsapat kőszegi, mosonmagyaróvári és kecskeméti önkéntesekből tevődött össze. Az alakulat főparancsnoka Taby Árpád főhadnagy volt. A rongyosok előbb benyomultak Németgyirótra és Lantosfalvára, ám Kőpatak mellett, az osztrák határ közelében a csendőrség igen erős ellenállást fejtett ki. A nehézségek ellenére, a jobb morállal és több harci tapasztalattal bíró rongyosok lassan felülkerekedtek és ellentámadásukkal kiűzték az osztrákokat Kőpatakról is.
Taby kihasználta a kedvező alkalmat, mivel a pörgölényi harcokban az osztrákok már gyakorlatilag szétestek, és a felkelők szeptember 5-én, nem sokkal dél előtt átlépték az ezeréves határt is.

## Harc Kirchschlag mellett
A Rongyos Gárda fél tizenkettőkor már Alsó-Ausztriában járt. Kirchschlagban hamar tudomást szereztek a magyar támadásról és a városban félreverték a harangokat. A rongyosok hatalmas lelkesedéssel nyomultak előre. A csendőrség megpróbálta elbarikádozni a településre vezető utat egy völgyi részen, de még mielőtt ez kiépülhetett volna a Gárda már megérkezett. Az osztrákok géppuskatűzzel válaszoltak, de Örményi Zoltán hadnagy és Németh Sándor szakaszvezető hamar semlegesítik az ágyút a kezelőjének lelövésével.
Bár a csendőrség tehetetlen volt és nem tudott sokat tenni a felkelők ellen, a támadást fél egykor Taby leállította. Negyed órával később a gárda megkezdte visszavonulását Magyarországra.

## Veszteségek
A Kirchschlagnál és Pörgölénynél vívott összecsapások összesített vesztesége 29 halott. Ebből négyen a magyarok közül vesztették életüket. Osztrák részről hat elesett csendőr holttestét találták meg a helyszínen, beszámolók szerint 19-et magukkal vittek az osztrákok. Magyar részről elesett Nemetz Ferenc szegedi tanító és Hanus Ferenc műegyetemi hallgató, utóbbit a kirchschlagi malomnál lőtték le az osztrákok. A felkelők közül nyolcan sebesültek meg, ezenkívül 11 foglyot ejtettek a harcban, közülük kettőt később kivégeztek. Az elfogott csendőrökkel szemben nem ez volt az egyetlen atrocitás a Rongyos Gárda részéről. Volt ahol a helyi lakosoknak kellett megvédeniük őket a rongyosok agressziójától.

## Következmények
A pörgölényi harcban demoralizálódott csendőrség már Kirchschlagot sem tudta volna megvédelmezni, de a teljes megsemmisüléstől megmenekült, mivel a rongyosok sem folytatták a támadást. Ennek ellenére a vereség katasztrofális volt, mert a rendvédelmi erők nem voltak képesek biztosítani még csak az osztrák határt sem, ami így ki volt téve a Rongyos Gárda esetleges további portyázásainak.
A rendkívüli kudarc pesszimizmusba taszította az osztrák politikusokat is. Leopold Waber belügyminiszter és Carl Vaugoin hadügyminiszter is kétségének adott hangot Burgenland elfoglalását illetően, mivel a csendőrség a felkelőket olyannyira nem tudja megfékezni, hogy azok a határszéli osztrák településeket is fenyegetik.

## Külső hivatkozások
- Schlacht von Agendorf (oedenburgerland.de)